# Luperus kiesenwetteri
Luperus kiesenwetteri is een keversoort uit de familie bladkevers (Chrysomelidae). De wetenschappelijke naam van de soort werd in 1865 gepubliceerd door Joannis.